# Australie aux Jeux paralympiques d'été de 2008
L'Australie a participé aux Jeux paralympiques d'été de 2008 à Pékin, en Chine. 170 athlètes l'ont représentée dans 13 disciplines. Le porte-drapeau durant la cérémonie d'ouverture a été Russell Short.

## Médaillés brésiliens

### Médailles d'or
| Sport              | Discipline | Sportifs | Performance |
| Médailles d'or : 8 |            |          |             |

### Médailles d'argent
| Sport                   | Discipline | Sportifs | Performance |
| Médailles d'argent : 12 |            |          |             |

### Médailles de bronze
| Sport                    | Discipline | Sportifs | Performance |
| Médailles de bronze : 11 |            |          |             |